# Zdenko Bošković
Zdenko Bošković ( Tuzla, 11. prosinca 1957.) je hrvatski i bosanskohercegovački pjesnik. Osnovno mu je zanimanje elektrotehničar. Živio i radio u Mostaru. Danas živi u mjestu Roggel (Nizozemska).

## Djela
- Miris Mostara (pjesme, 1999.)
- Lažne priče-zbirka pjesama i pričica za djecu
- Duhovni blizanci (2008.)

Pjevaj sa mnom (2015.)

## Vanjske poveznice
- Pjesme  Arhivirana inačica izvorne stranice od 12. listopada 2008. (Wayback Machine)